# Campylaspis echinata
Campylaspis echinata är en kräftdjursart som beskrevs av Hale 1945. Campylaspis echinata ingår i släktet Campylaspis och familjen Nannastacidae. Inga underarter finns listade i Catalogue of Life.